# Academia Civică
Fundația Academia Civică a fost înființată la 21 aprilie 1994. Printre scopurile sale se numără educația civică, educația tineretului, o buna cunoaștere a trecutului țării și, în acest sens, restituirea istoriei contemporane a României, falsificată în anii dictaturii comuniste.
Principalul proiect este Memorialul Victimelor Comunismului și al Rezistenței de la Sighet.
Memorialul este format din Muzeul Memorial - Sighet și Centrul Internațional de Studii asupra Comunismului – București.
Memorialul Victimelor Comunismului și al Rezistenței a fost gândit și inițiat încă din 1992 de către președinta Alianței Civice, Ana Blandiana, realizat împreună cu Romulus Rusan și un important grup de istorici, arhitecți și designeri.
În ianuarie 1993, Ana Blandiana a pledat proiectul Memorialului la Consiliul Europei. După ce două delegații de experți au vizitat Sighetul, Consiliul Europei a întocmit, în 1995, un studiu-raport și a luat Memorialul sub egida sa. În 1998 Consiliul Europei așeza Memorialul de la Sighet printre principalele locuri de păstrare a memoriei continentului, alături de Memorialul de la Auschwitz și Memorialul Păcii din Normandia.

## Organizare
- Președinte: Ana Blandiana

- Vicepreședinți: Lucia Hossu-Longin, Nicolae Noica, Romulus Rusan, Aurelian Trișcu

- Director executiv: Gheorghe Arvunescu

- Comitetul Director: Gheorghe Arvunescu, Gheorghe Mihai Bârlea, Ana Blandiana, Ioana Boca, Mișu Cârciog, Lucia Hossu Longin, Sorin Ilieșu, Nicolae Noica, Traian Orban, Romulus Rusan, Marius Smighelschi, Aurelian Trișcu